# Stuart Gray (calciatore)
Stuart Gray (Withernsea, 19 aprile 1960) è un allenatore di calcio ed ex calciatore inglese, di ruolo centrocampista.

## Carriera

### Calciatore
Comincia la sua carriera al Nottingham Forest, con cui comincia sin dalle giovanili. Nel 1983, dopo un prestito secco al Bolton, si trasferisce a titolo definitivo al Barnsley, in cui milita fino al 1987. Si trasferisce nel 1987 all'Aston Villa.
Gray si unisce al Southampton nel settembre 1991, che lo acquista per £ 200.000. Inizialmente era considerato un perno della rosa, ma un grave infortunio al tendine d'Achille subito in FA Cup compromette la sua carriera.
Nel 1994 firma per Bognor Regis Town, con cui realizza una sola presenza. Al termine della stagione decide di ritirarsi dall'attività agonistica.

### Allenatore
Ritiratosi dall'attività agonistica, comincia la sua carriera di allenatore al Southampton come preparatore. Nel 1998 diventa preparatore della prima squadra. Il 30 marzo 2001, in seguito all'esonero di Glenn Hoddle, viene nominato allenatore della prima squadra. Mantiene l'incarico fino al 21 ottobre 2001, quando viene sostituito da Gordon Strachan.
Nel gennaio 2002 vive una brevissima esperienza come preparatore all'Aston Villa.
Dopo varie esperienze come assistente e preparatore, il 2 gennaio 2007 viene nominato allenatore del Northampton, in sostituzione di John Gorman. Viene esonerato l'8 settembre 2009, a seguito di una serie di risultati negativi.
Il 1º dicembre 2013 viene nominato allenatore del Sheffield Wednesday. L'11 giugno 2015 viene sostituito da Carlos Carvalhal.

## Statistiche

### Presenze e reti nei club
| Stagione                 | Squadra                  | Campionato               | Campionato | Campionato | Totale   | Totale |
| Stagione                 | Squadra                  | Campionato               | Presenze   | Reti       | Presenze | Reti   |
| ------------------------ | ------------------------ | ------------------------ | ---------- | ---------- | -------- | ------ |
| 1980-1981                | Nottingham Forest        | FD                       | ?          | ?          | ?        | ?      |
| 1981-1982                | Nottingham Forest        | FD                       | ?          | ?          | ?        | ?      |
| 1982-gen. 1983           | Nottingham Forest        | FD                       | ?          | ?          | ?        | ?      |
| Totale Nottingham Forest | Totale Nottingham Forest | Totale Nottingham Forest | 5          | 0          | 5        | 0      |
| gen.-giu. 1983           | Bolton                   | SD                       | 10         | 0          | 10       | 0      |
| Totale Bolton            | Totale Bolton            | Totale Bolton            | 10         | 0          | 10       | 0      |
| 1983-1984                | Barnsley                 | SD                       | ?          | ?          | ?        | ?      |
| 1984-1985                | Barnsley                 | SD                       | ?          | ?          | ?        | ?      |
| 1985-1986                | Barnsley                 | SD                       | ?          | ?          | ?        | ?      |
| 1986-1987                | Barnsley                 | SD                       | ?          | ?          | ?        | ?      |
| Totale Barnsley          | Totale Barnsley          | Totale Barnsley          | 120        | 23         | 120      | 23     |
| 1987-1988                | Aston Villa              | SD                       | ?          | ?          | ?        | ?      |
| 1988-1989                | Aston Villa              | FD                       | ?          | ?          | ?        | ?      |
| 1989-1990                | Aston Villa              | FD                       | ?          | ?          | ?        | ?      |
| 1990-1991                | Aston Villa              | FD                       | ?          | ?          | ?        | ?      |
| Totale Aston Villa       | Totale Aston Villa       | Totale Aston Villa       | 106        | 9          | 106      | 9      |
| 1991-1992                | Southampton              | FD                       | ?          | ?          | ?        | ?      |
| 1992-1993                | Southampton              | PL                       | ?          | ?          | ?        | ?      |
| Totale Southampton       | Totale Southampton       | Totale Southampton       | 12         | 0          | 12       | 0      |
| 1984                     | Bognor Regis Town        | ?                        | 1          | 0          | 1        | 0      |
| Totale Bognor Regis Town | Totale Bognor Regis Town | Totale Bognor Regis Town | 1          | 0          | 1        | 0      |
| Totale carriera          | Totale carriera          | Totale carriera          | 298        | 35         | 298      | 35     |